# Tägerwilen
Tägerwilen est une commune suisse du canton de Thurgovie.

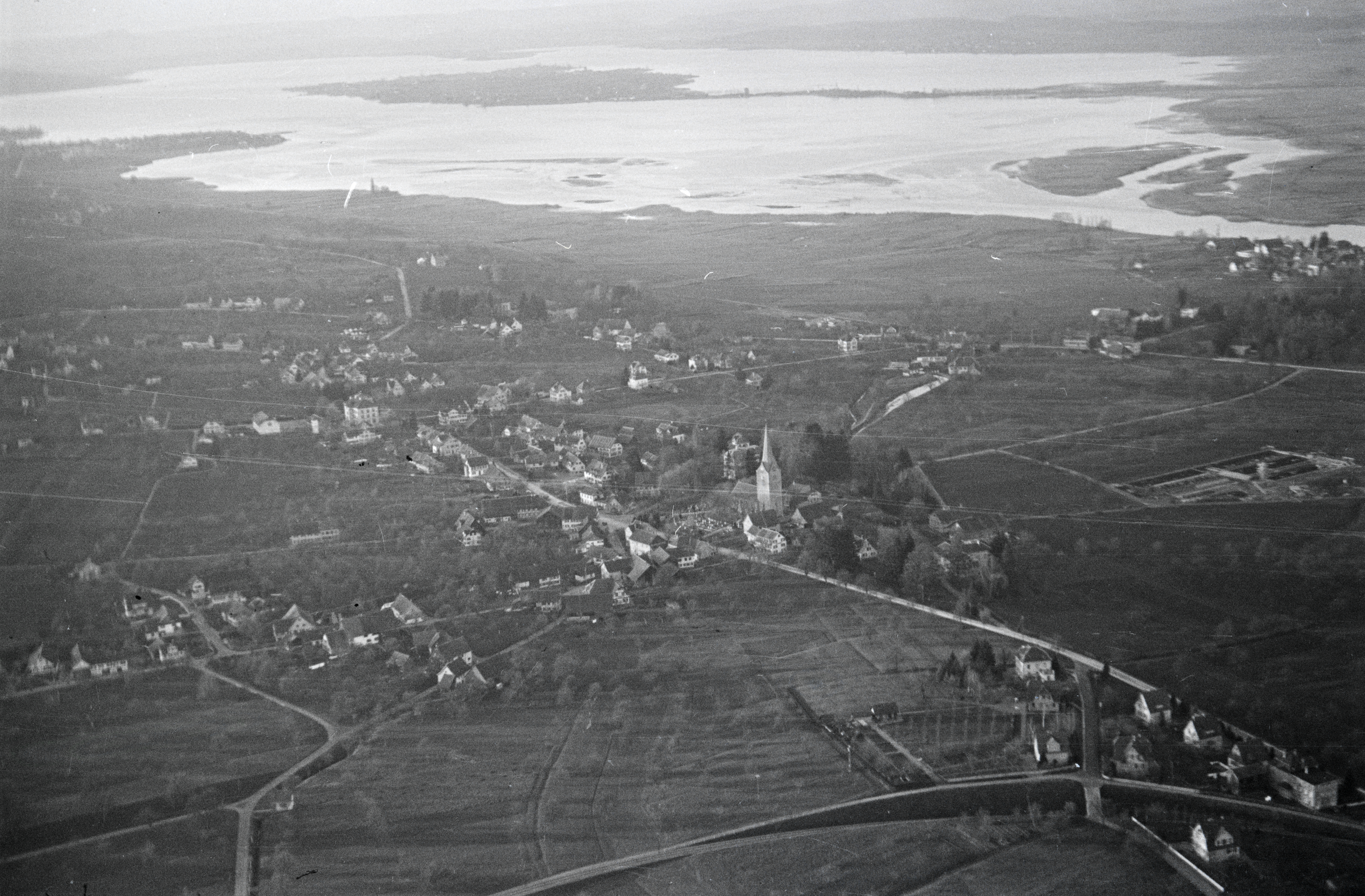
Photo aérienne prise par Walter Mittelholzer (1931)

## Patrimoines
- Château d'Obercastel